# Thoribdella reticulata
Thoribdella reticulata är en plattmaskart som beskrevs av Warren T. Atyeo 1960. Thoribdella reticulata ingår i släktet Thoribdella och familjen Bdellouridae. Inga underarter finns listade i Catalogue of Life.